# Jodoform-Täubling
Der Jodoform-Täubling (Russula turci) ist ein Pilz aus der Familie der Täublingsverwandten (Russulaceae).

## Merkmale

### Makroskopische Merkmale
Der Hut des Jodoform-Täublings ist 5–8 cm breit. Er ist jung gewölbt, bald schon ausgebreitet und zuletzt niedergedrückt mit vertiefter Mitte. Die Huthaut ist jung ein wenig schmierig, trocknet aber schnell vom Rand her ab. Trocken wirkt sie dann glanzlos-matt und wie bereift. Sie ist leicht abziehbar. Der Hut ist dunkel purpurn, trüb-violett bis weinrot gefärbt. In der Mitte ist er dunkler als am Rand. Doch schon bald blasst die Mitte aus und wird dann schmutzig rosa-oliv bis gelblich. Die farblichen Übergänge zwischen Rand und Mitte sind meist fließend.
Die Lamellen sind jung blassgelb und reif intensiv ockergelb. Auch das Sporenpulver ist hellgelb bis ocker (IIId-IVa nach Romagnesi).
Der Stiel ist 4–7 cm hoch und 0,7–2 cm breit. Er ist zylindrisch bis keulenförmig geformt und rein weiß. Jung ist er relativ fest, im Alter aber mehr oder weniger gekammert-hohl, vor allem an der Basis.
Das Fleisch ist weißlich, sehr zerbrechlich und schmeckt mild. An der Stielbasis ist meist ein deutlicher Iodoformgeruch wahrnehmbar – der Pilz verdankt seinen Namen der veralteten Bezeichnung der Substanz „Jodoform“. Der Iodoformgeruch ist auf die Stielbasisgegend beschränkt, doch ist er nicht immer deutlich zu riechen. Man muss daher mehrere Exemplare überprüfen. Das Hutfleisch verfärbt sich mit FeSO4 lachsrosa, mit Guajak dunkelgrün und mit Phenol weinbraun.

### Mikroskopische Merkmale
Die 7–9 µm langen und 6–8 µm breiten Sporen sind breit-elliptisch bis rundlich. Sie sind mit bis zu 0,8 µm hohen, rundlichen bis verlängerten Warzen besetzt, die meist durch feine Linien oder Grate netzartig miteinander verbunden sind.
Die überwiegend 4-sporigen, keuligen Basidien sind 55 (65) µm lang und 9–13 µm breit. Die nicht sehr zahlreichen, spindeligen, 40–60 µm langen und 10–12 µm breiten Pleurozystiden sind an ihrer Spitze häufig eingeschnürt oder tragen ein kleines Anhängsel. Die die zahlreichen 40–100 µm langen und 7–13 µm breiten Cheilozystiden sind zylindrisch-keulig bis spindelig. Sowohl Pleuro- als auch Cheilozystiden färben sich mit Sulfobenzaldehyd schwach grauschwarz und mit Sulfovanillin zumindest im oberen Bereich blau an.
Die Huthaut (Pileipellis) besteht aus kurzen, zylindrischen, teilweise knorrigen, 3–5 µm breiten, septierten und verzweigten Hyphen. Die Hyphenwände sind schwach gelatinisiert, zwischen den Hyphen findet man zylindrische, zwei- bis mehrfach septierte, 3,5–9 µm breite und mehrheitlich stark inkrustierten, gut anfärbbare Primordialhyphen, Pileozystiden kommen nicht vor()

## Artabgrenzung
Der Jodoform-Täubling ist an folgenden Merkmalen relativ sicher zu erkennen: Violetter Hut, hellgelbe bis ockerfarbene Lamellen und Sporenpulver, milder Geschmack und Geruch nach Iodoform in der Stielbasis.
Am schwersten zu unterscheiden ist der Amethyst-Täubling (Russula amethystina). Er lässt sich makroskopisch kaum – jedenfalls niemals sicher – unterscheiden. Er hat einen rötlich violetten Hut mit gelegentlich blassen Flecken. Seine Stielbasis riecht ebenfalls nach Iodoform. Auch er kommt im Nadelwald vor. Beide Arten lassen sich nur sicher durch ihre Sporenornamentierung unterscheiden. Der Jodoform-Täubling hat kleine, bis zu 0,5 µm hohe Warzen, die netzartig verbunden sind, der Amethyst-Täubling hat größere (0,7–1 µm große) Warzen, die kaum durch Linien miteinander verbunden sind und oft weit auseinander stehen. Laut dem Handbuch für Pilzfreunde sollen sie sich makroskopisch dadurch unterscheiden, dass die Huthaut des Jodoform-Täublings durch Wassertropfen nicht gelb fleckt.
Recht ähnlich ist der ebenfalls mild schmeckende, seltene Violette- oder Weißblättrige Reif-Täubling (Russula azurea) der ebenfalls einen violetten Hut hat und im Nadelwald, bevorzugt unter Fichten, vorkommt. Er hat ebenfalls eine matte, fast feinsamtige Huthaut, aber die Lamellen und das Sporenpulver sind weißlich, außerdem fehlt der Iodoformgeruch. Eine gewisse Ähnlichkeit haben auch der Geriefte Weich-Täubling (Russula nauseosa) und der Kiefern-Täubling (Russula cessans) aus der Sektion Tenellae, die beide mild schmecken, einen violetten Hut und gelbliche bis ockerfarbene Lamellen besitzen und im Nadelwald vorkommen.
Zwei weitere Arten, der Buckel-Täubling (Russula caerulea) und der Milde Glanz-Täubling (Russula nitida), haben mit dem Jodoform-Täubling drei wichtige Merkmale gemeinsam, nämlich die Hutfarbe, ein ähnlich gefärbtes Sporenpulver und das mildschmeckende Fleisch. Der Buckel-Täubling ist ein strenger Kiefernbegleiter und hat einen deutlich gebuckelten Hut sowie bedeutend schmälere und nur schwach inkrustierte Primordialhyphen, während der Glanz-Täubling mit Birken vergesellschaftet ist und in der Huthaut keine Primordialhyphen, dafür aber Pileozystiden aufweist.
Pilzsammler sollten darauf acht geben, dass sie nicht versehentlich den ebenfalls violetthütigen Zitronenblättrigen Täubling (Russula sardonia) mit einsammeln. Er ist in Kiefernwäldern besonders häufig, hat buttergelbe bis zitronengelbe Lamellen und schmeckt brennend scharf. Zumindest roh genossen, ist der Pilz giftig.

## Ökologie
Der Jodoform-Täubling kommt in Nadelwäldern vor, in Deutschland vor allem in Kiefernwäldern. Die Waldkiefer (Pinus sylvestris) ist auch sein bevorzugter Mykorrhizapartner. Er kann aber auch Mykorrhizen mit Tannen (Abies) und Fichten (Picea) ausbilden. Er bevorzugt saure, sandige Böden, kann allerdings auch auf Kalkgesteinsböden vorkommen. Er erscheint im Sommer, meist ab August, teilweise auch früher und ist bis in den Spätherbst zu finden. Dort wo er auftritt, findet man ihn oft massenhaft.

## Verbreitung

Europäische Länder mit Fundnachweisen des Wolfs-Täublings.
Legende:
Länder mit Fundmeldungen
Länder ohne Nachweise
keine Daten
außereuropäische Länder

Der Jodoform-Täubling kommt in Nordamerika (USA, Kanada), Nordafrika (Marokko) und Europa vor. In Deutschland ist der Täubling ziemlich verbreitet, laut J. Schaeffer ist der Jodoform-Täubling ein Massepilz der norddeutschen Kiefernwälder. Auch in der Schweiz ist er häufig.

## Systematik
Russula turci, der Jodoform-Täubling, und Russula amethystina, der Amethyst-Täubling, werden häufig für synonym gehalten. Es handelt sich dabei aber um zwei eigenständige, wenn auch ähnlich aussehende Arten. In der älteren Literatur wurde das Epitheton amethystina allerdings als Name für den Jodoform-Täubling verwendet.

### Sektion und Untersektion
Zusammen mit dem Amethyst-Täubling wird der Jodoform-Täubling heute von den meisten Systematikern in die Sektion Amethystinae gestellt. Früher wurde er in die Sektion Lilacae (Incrustatae) gestellt, da er mit den Vertretern dieser Gruppe – zu denen auch der Harte Zinnober-Täubling Russula rosea gehört – viele Merkmale gemeinsam hat: milder Geschmack, feinsamtige Huthaut, inkrustrierte Primordialhyphen.

### Varietäten und Unterarten
Der Jodoform-Täubling sieht dem Amethyst-Täubling so ähnlich, dass viele Autoren den Artrang der beiden Arten anzweifelten. Deshalb wurde der Amethyst-Täubling auch als Russula turci var. amethystina beschrieben. Allerdings lassen sich beide Arten durch ihre unterschiedliche Sporenornamentik eindeutig voneinander trennen. Neuere molekulare r-DNA Analysen zeigen zudem, dass die beiden Arten weniger verwandt sind, als es ihre makroskopische Ähnlichkeit vermuten lässt.

Es wurde auch eine Varietät mit durchweg gelber Huthaut beschrieben, Russula turci var. gilva Einhellinger (1985).

## Bedeutung
Der Jodoform-Täubling ist essbar, aber nicht sehr schmackhaft.